# Francesco Serra

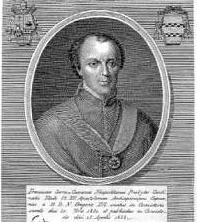
Francesco Kardinal Serra

Francesco Serra, auch Francesco Serra di Cassano oder Francesco Serra Cassano, (* 21. Februar 1783 in Neapel; † 17. August 1850 in Capua) war ein italienischer Kardinal, der ab 1826 Erzbischof von Capua war.

## Leben
Francesco Serra war ein Sohn des Herzogs von Cassano Luigi Serra und dessen Frau Giulia Carafa Cantelmo Stuart. Er empfing am 1. März 1806 die Priesterweihe und studierte danach die Rechte in Camerino. Nach seinem Studium wurde er 1818 Titularerzbischof von Nicaea. Die Bischofsweihe spendete ihm Kardinal Bartolomeo Pacca, Mitkonsekratoren waren Kardinal Fabrizio Sceberras Testaferrata und Erzbischof Giovanni Francesco Guerrieri. Im selben Jahr war Serra Nuntius in Bayern.
Im Juli 1826 wurde er Koadjutor des Erzbistums Capua, nur drei Wochen später wurde er selbst Erzbischof. Papst Gregor XVI. ernannte Serra am 30. September 1831 zum Kardinal in pectore, erst 1833 gab man seine Kreierung öffentlich bekannt und er wurde zum Kardinalpriester mit der Titelkirche Santi XII Apostoli ernannt.
Francesco Serra nahm am Konklave 1846 teil, das Pius IX. zum Papst wählte. Er starb vier Jahre später in Capua und wurde im dortigen Dom beigesetzt.